# Lordsburg (Új-Mexikó)
Lordsburg település az Amerikai Egyesült Államok Új-Mexikó államában, Hidalgo megyében, melynek megyeszékhelye is. Lakosainak száma 2335 fő (2020. április 1.).

## Népesség
A település népességének változása:
| Lakosok száma | 3379 | 2797 | 2335 |
|               | 2000 | 2010 | 2020 |